# Tainai
Tainai (胎内市?) è una città giapponese della prefettura di Niigata.